# Cantonul Capesterre-Belle-Eau-1
Cantonul Capesterre-Belle-Eau-1 este un canton din arondismentul Basse-Terre, Guadelupa, Franța.

## Comune
- Capesterre-Belle-Eau (parțial)